# Colombe Boncenne
Colombe Boncenne, née en 1981, est une écrivaine française.

## Biographie
Colombe Boncenne fait des études de lettres puis travaille dans le monde de l'édition avant de publier ses premiers textes. Elle se partage aujourd'hui entre écriture et programmation notamment pour La Maison de la poésie à Paris.
Son premier roman Comme neige est bien accueilli par la critique – qui note le jeu de l'auteure aux « accents borgésiens » et « oulipiens » dans une « ingénieuse mise en abyme de la création littéraire » –, qui lui permet d'obtenir en 2016 le prix Fénéon encourageant les jeunes talents ,.
En 2020, elle publie Vue mer (éditions Zoé) s'attachant au quotidien d’une entreprise de services et interroge la poésie ordinaire de la vie de bureau,.
Avec La Mesure des larmes(La passe du vent, 2020), l'autrice s'est engagée sur un territoire plus personnel, un sillon qu'elle creuse et poursuit dans Des sirènes (éditions Zoé).
Son recueil de nouvelles, De mes nouvelles a été finaliste du Prix Goncourt de la Nouvelle 2024
En 2022 elle a été lauréate du programme Mondes nouveaux du Ministère de la Culture ce qui a donné lieu à une publication collective Ce que disent les pierres.

## Œuvres
- Au septième ciel, éditions Stock, 2002,  (ISBN 978-2234052918)
- Comme neige, éditions Buchet-Chastel, 2016,  (ISBN 978-2-283-02939-8) – prix Fénéon
- Vue mer, éditions Zoé, 2020,  (ISBN 978-2-88927-811-4)
- La Mesure des larmes, éditions La passe du vent, 2020,  (ISBN 978-2-84562-368-2)
- Des sirènes, éditions Zoé, 2022  (ISBN 978-2-88907-000-8)
- De mes nouvelles, éditions Zoé, 2024  (ISBN 978-2-88907-323-8)
- Ce que disent les pierres, éditions Manuella Manuella, 2024  (ISBN 9782490505685)